# Chloroclystis furva
Chloroclystis furva là một loài bướm đêm trong họ Geometridae.